# David Tennant Cowan
David Tennant Cowan, britanski general, * 1896, † 1983.